# 中岭乡 (西充县)
中岭乡，是中华人民共和国四川省南充市西充县曾经下辖的一个乡。2019年10月，撤销观凤乡、中岭乡、复安乡，将其所属行政区域划归凤鸣镇管辖。

## 行政区划
中岭乡撤销前下辖以下地区：
圭锋院村、观音岩村、楼子寺村、金铧寺村、双拱桥村、神通庵村、刘家沟村、会仙桥村、桂支垭村、上坊寺村和明昌宫村。